# きかんしゃトーマス ブルーマウンテンの謎
『きかんしゃトーマス ブルーマウンテンの謎』（きかんしゃトーマスブルーマウンテンのなぞ、Blue Mountain Mystery）は、テレビシリーズ「きかんしゃトーマス」の長編シリーズ7作目の作品である。

## 概要
「きかんしゃトーマス」のフル3DCG製作による長編としては4作目にあたり、初めて高山鉄道を中心に展開される作品である。
過去に起こった事故に対する負い目からブルーマウンテンの採石場に身を隠し続ける機関車ルークと、その過去を探るトーマスの冒険を描く。加えてヒスパニックとして登場したキャラクターであるビクターの過去も初めて描かれる。
本作は長編第4作「きかんしゃトーマス 伝説の英雄」以降映像の製作を手掛けたCG会社ナイトロジェン・スタジオによる最後の長編作品となった。また翌年展開の第17シリーズよりシリーズ構成を務めるアンドリュー・ブレナーが本作では脚本編集として参加した。
また、初期エピソードの一部場面も回想としてリメイクされている。

## 日本での公開
日本では2013年4月27日よりTOHOシネマズ系にて劇場公開された。冒頭ではトップハム・ハット卿の友人「タカボウシ・ヒデキ卿」として俳優の高橋英樹が出演し、本作の案内役を務めた。DVDは同年10月25日に発売された。

## あらすじ
ブルーマウンテンの採石場での陸橋事故に巻き込まれたパクストンに代わり、トーマスが採石場を訪れる。トーマスはそこで身を潜める謎の機関車「ルーク」を目撃する。彼と友情を深めていく中でスカーロイやルーク本人から秘密を明かされたトーマスは、真実を知るために島を奔走し、問題の解決を図る。

## ブルーマウンテンの採石場（Blue Mountain Quarry）
高山鉄道の機関車達が働く巨大なスレートの採石場。クレーンのメリックと巻き上げ機のオーエンが設置されている。
急峻で足場が狭いため、基本的にはナローゲージが敷かれているが、地上部分の一部のみ標準軌線が引かれており、そこからパクストンが採取されたスレート石を港へ運び出している。イングランドに実在した複数の採石場がモデルとなっている。

## キャスト
| 役名                 | 英国版声優             | 北米版声優             | 日本語吹き替え   |
| -------------------- | ---------------------- | ---------------------- | ---------------- |
| ナレーター           | マーク・モラハン       | マイケル・ブランドン   | ジョン・カビラ   |
| ディーゼル           | ケリー・シェイル       | マイケル・ブランドン   | ケン・サンダース |
| トーマス             | ベン・スモール         | マーティン・シャーマン | 比嘉久美子       |
| パーシー             | キース・ウィッカム     | マーティン・シャーマン | 神代知衣         |
| ヘンリー             | キース・ウィッカム     | ケリー・シェイル       | 金丸淳一         |
| ジェームス           | キース・ウィッカム     | ケリー・シェイル       | 江原正士         |
| トップハム・ハット卿 | キース・ウィッカム     | ケリー・シェイル       | 納谷六朗         |
| ミスター・パーシバル | キース・ウィッカム     | ケリー・シェイル       | 樫井笙人         |
| スカーロイ           | キース・ウィッカム     | キース・ウィッカム     | 梅津秀行         |
| エドワード           | キース・ウィッカム     | ウィリアム・ホープ     | 佐々木望         |
| トビー               | ベン・スモール         | ウィリアム・ホープ     | 坪井智浩         |
| レニアス             | ベン・スモール         | ベン・スモール         | 中村大樹         |
| エミリー             | テレサ・ギャラガー     | ジュール・デ・ヨング   | 山崎依里奈       |
| アニーとクララベル   | テレサ・ギャラガー     | テレサ・ギャラガー     | 吉岡さくら       |
| ピーター・サム       | スティーブ・キンマン   | スティーブ・キンマン   | 佐々木啓夫       |
| パクストン           | スティーブ・キンマン   | スティーブ・キンマン   | 河本邦弘         |
| ケビン               | マット・ウィルキンソン | ケリー・シェイル       | 河杉貴志         |
| ラスティー           | マット・ウィルキンソン | マット・ウィルキンソン | 川島得愛         |
| クランキー           | マット・ウィルキンソン | グレン・ウレッジ       | 黒田崇矢         |
| ルーク               | マイケル・レジー       | マイケル・レジー       | 羽多野渉         |
| ビクター             | デヴィッド・ベデラ     | デヴィッド・ベデラ     | 坂口候一         |